# Gary Hall (1951)
Gary Hall (Estados Unidos, 7 de agosto de 1951) es un nadador estadounidense retirado especializado en pruebas de estilo mariposa, donde consiguió ser campeón olímpico en 1972 en los 200 metros.

## Carrera deportiva
En las Olimpiadas de México 1968 logró la plata en los 400 metros estilos; cuatro años después, en las de Múnich 1972, volvió a ganar una medalla de plata, esta vez en los 200 metros mariposa; y otros cuatro años después, en los Juegos Olímpicos de Montreal 1976 ganó la medalla de bronce en los 100 metros mariposa, con un tiempo de 54.65 segundos, tras sus compatriotas Matt Vogel (oro con 54.35 segundos) y Joe Bottom.
| Predecesor: Olga Fikotová Múnich 1972 | Abanderado de los Estados Unidos en los JJ. OO. de verano Montreal 1976 | Sucesor: No hubo debido al boicot que encabezó los Estados Unidos a los Juegos Moscú 1980 Edward Burke Los Ángeles 1984 |